# Quảng Tín (huyện)
Quảng Tín (chữ Hán: 廣信) là một huyện lập ra thời Bắc thuộc (đời Hán Vũ Đế nhà Tây Hán), phân chia ranh giới hai tỉnh Quảng Đông và Quảng Tây thuộc Trung Quốc ngày nay.
Huyện Quảng Tín là trị sở quận Thương Ngô thời Tây Hán và Đông Hán (tức quận Tân Quảng 新廣 thời nhà Tân) và là châu trị của bộ Giao Chỉ (hay Giao Châu) từ năm 106 TCN cho đến khi Phiên Ngung được chọn làm trị sở Giao Châu vào năm 210.
Địa bàn của huyện nay là thành phố Ngô Châu thuộc Quảng Tây hoặc huyện Phong Khai thuộc địa cấp thị Triệu Khánh, tỉnh Quảng Đông, Trung Quốc.